# 브로니

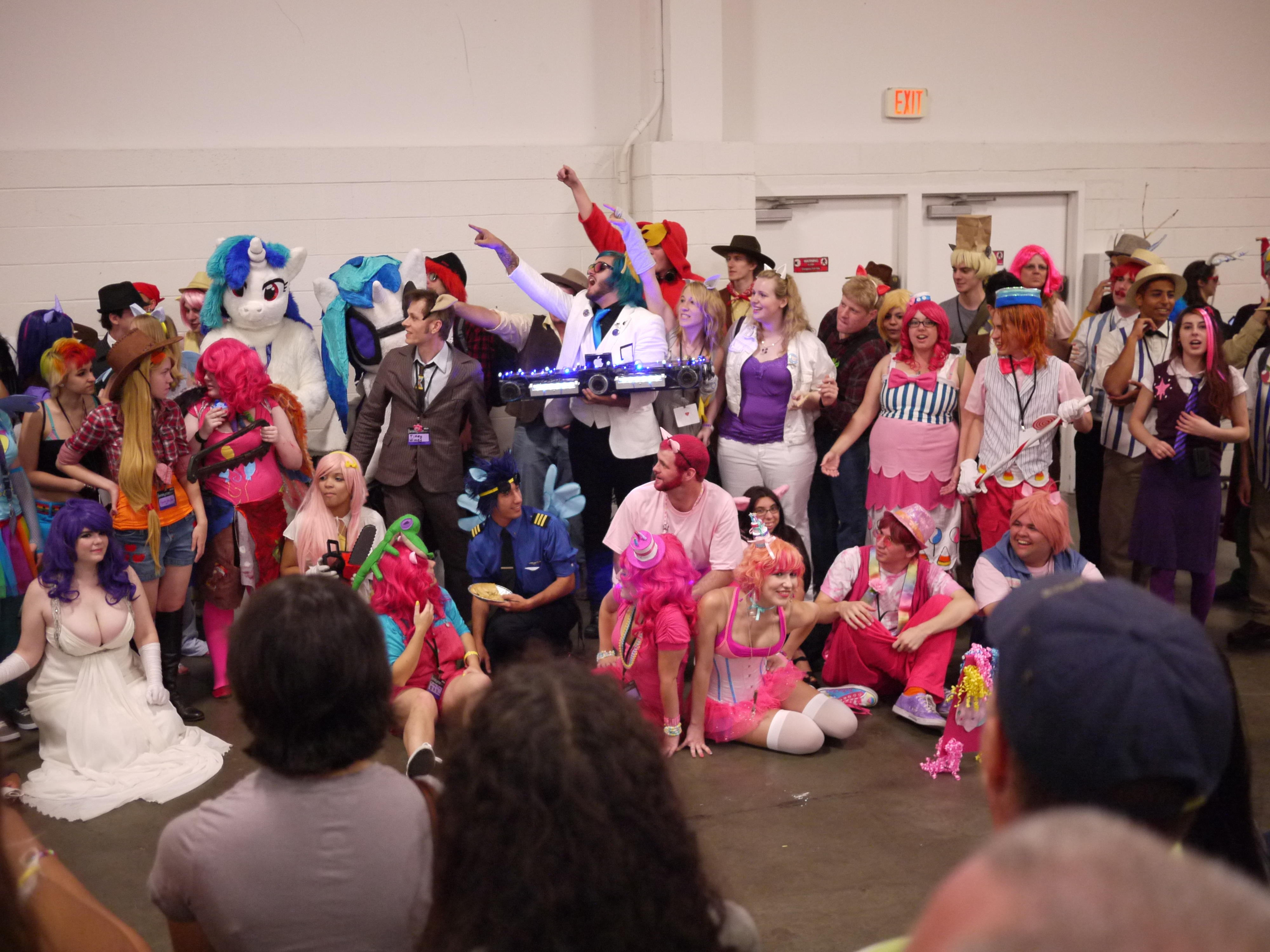
마이 리틀 포니: 우정은 마법이다 2012년 여름 브로니콘에서 수많은 캐릭터들의 코스프레 선수들

브로니(Brony)는 해즈브로의 아동용 TV 애니메이션 《마이 리틀 포니: 우정은 마법》의 남성 청소년, 성인 팬들을 칭하는 신조어이다. "Bro(형제)"와 "Pony(포니)"의 합성어이다.
《마이 리틀 포니: 우정은 마법》은 본래 여아를 타겟으로 제작되었지만, 부모 및 평론 사이트 등을 통해 인터넷에 알려지기 시작한다. 이후 4chan을 중심으로 남성 청소년, 성인 팬들이 생기기 시작하고, 인터넷 상에서 거대한 무리를 이루었다. 일부 브로니들은 소설, 음악, 그림, 영상 등 활발한 2차 창작 활동을 했다.
애니메이션 제작진은 브로니의 의견을 애니메이션에 반영하거나, 브로니 컨벤션 브로니콘, 갤라콘 등에 참석하며 브로니들과 소통하고 있다. 메건 맥캐시는 《마이 리틀 포니: 우정은 마법》을 제작하면서 브로니에 대해 알게 되었을 때가 가장 기뻤던 때라고 밝혔다.

## 같이 보기
- 퍼리 팬덤